# Morenito de Valencia
Aurelio Puchol Aldas dit « Morenito de Valencia », né le 26 mars 1914 à Aldaia (Espagne, province de Valence), mort à Guayaquil (Équateur) le 11 octobre 1953, était un matador espagnol,,,.

## Présentation
Il se présente à Madrid comme novillero le 27 août 1939 aux côtés de Cecilio Barral et Luis Mata, face à des novillos de la ganadería de Mora Figueroa. Il prend l’alternative à Valence (Espagne) le 27 juillet 1941 avec comme parrain Juan Belmonte Campoy et comme témoin Manuel Martín Vázquez, face à des taureaux de la ganadería de José de la Cova.
Il était considéré comme un matador très courageux et complet, mais qui manquait trop de personnalité pour vraiment triompher. Après son alternative, la difficulté à trouver des contrats en Espagne l’incita à aller tenter sa chance en Amérique latine.
Le 11 octobre 1953, dans les arènes de Guayaquil, il est gravement blessé par un taureau de la ganadería de don Lorenzo Tous. Il meurt peu après à l’infirmerie des arènes.